# Ioannis Zambelios
Ioannis Zambelios (Leucade, 1787 – Leucade, 1856) è stato un magistrato, drammaturgo e poeta greco.

## Biografia

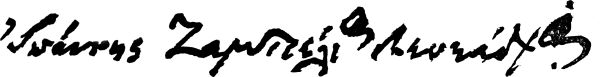
Firma di Ioannis Zambelios

Nacque in una famiglia benestante di origine italiana. Nel 1803 si recò in Italia per studiare giurisprudenza e letteratura, dove conobbe Vincenzo Monti, Vittorio Alfieri e Ugo Foscolo. Completò il proprio ciclo di studi risiedendo per un anno a Parigi, dove conobbe Adamantios Korais. Ritornato in Grecia fu nominato procuratore nelle Isole Ionie, e nel 1826 giudice a Cefalonia. Dal 1834 fu nominato, per 17 anni consecutivi, ufficiale giudiziario supremo a Corfù. Ottenuto il pensionamento nel 1851 ritornò a Leucade, dove negli ultimi cinque anni della sua vita (1851-1856) si dedicò interamente alla scrittura. Nel 1815 ebbe un figlio, Spiridon Zambelios detto "Spiros", che diventò un importante storico e scrittore.   
Diede un importante contributo come combattente nella guerra d'indipendenza greca contro i Turchi ottomani. Fu membro della Filikí Etería (Società degli Amici), società segreta cospirativa per l'indipendenza.
Scrisse in prevalenza poesia drammatica, e fu autore di 12 tragedie patriottiche su personaggi della storia greca antica e moderna, tutte pubblicate ad Atene dall'editore "Ikaros". La prima di queste, il Timolèon (1818), fu ispirata all'omonima tragedia Timoleone di Vittorio Alfieri (1783, rielaborata nel 1789). Questa tragedia ebbe molta importanza in quanto si trattò di uno dei primi tentativi di creazione teatrale "colta" nella letteratura greca moderna, e due anni dopo venne rappresentata al Teatro Nazionale di Bucarest. Si occupò anche di poesia lirica, soprattutto traducendo opere antiche ma anche componendo liriche nuove. La sua Opera omnia fu pubblicata ad Atene tra il 1856 e il 1857.

## Opere

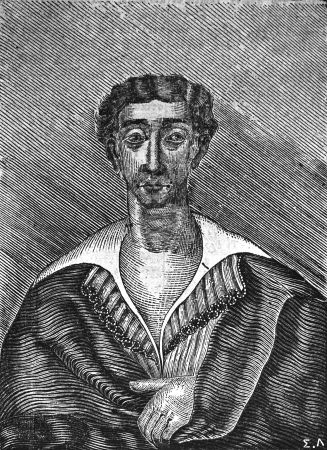
Ioannis Zambelios

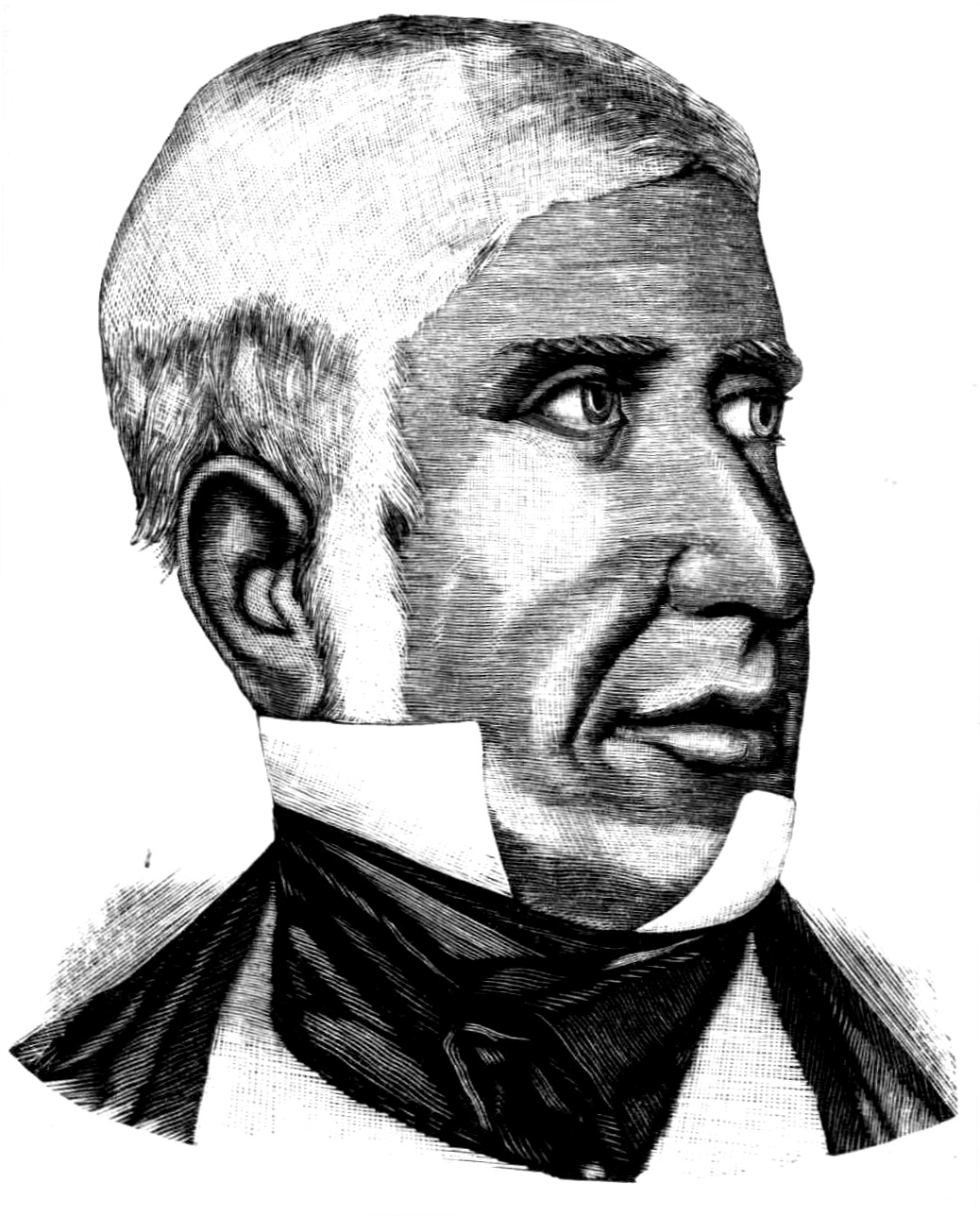
Ioannis Zambelios

### Teatro
- Τιμολέων (Timoleone), 1818
- Κωνσταντίνος Παλαιολόγος (Costantino Paleologo), 1819
- Γεώργιος Καστριώτης (Giorgio Castriota), 1820
- Γεώργιος Καραϊσκάκης (Georgios Karaiskakis), 1821
- Ρήγας Θεσσαλός (Rigas Feraios), 1822
- Μάρκος Βότσαρης (Markos Botsaris), 1824
- Ιωάννης Καποδίστριας (Giovanni Capodistria), 1826
- Χρηστίνας Αναγνωστόπουλος (Christinas Anagnostòpulos), 1827
- Διάκος (Athanasios Diakos), 1830
- Κόδρος (Codro), 1832
- Οδυσσεύς Ανδρούτσος (Odysseas Androutsos), 1834
- Μήδεια (Medea), 1836

### Racconti
- Christina (postumo), Atene, Dodoni, 2001
- Chrysalis, Diario del 195º (postumo), Atene, Vivliopoleío Lavýrinthos (Libreria del labirinto), 2018

### Saggi
- Cronache di terremoti e altri eventi pertinenti, Atene, Dodoni, 1842
- Ragioni per le fate, Atene, Dodoni, 1846
- Varie canzoni teologiche e note grammaticali, Atene, Vivliopoleío Lavýrinthos (Libreria del labirinto), 1852